# Zanjoneura kenyana
Zanjoneura kenyana är en insektsart som beskrevs av Ghauri 1974. Zanjoneura kenyana ingår i släktet Zanjoneura och familjen dvärgstritar.
Artens utbredningsområde är Kenya. Inga underarter finns listade i Catalogue of Life.